# Оливия (стадион)
Оливия (пол. Hala Olivia) — хоккейная арена в Гданьске, Польша. Является домашним стадионом «Стончнёвца» и «КХ Гданьск».

## История
Здание стадиона было спроектировано архитектором Мацеем Гинтовтом и инженерами Станиславом Кусья и Маттиасом Красиньским. 16 декабря 1972 года стадион был открыт как домашняя арена хоккейного клуба «Сточнёвец». Высота здания составляет 12 метров, а внутренний объём помещения — 80000 кубических метров. Внутри арены находятся две малые спортивные арены вместимостью 3867 и 800 зрителей, и одна большая арена вместимостью 5500 человек (возможно увеличение вместимости до 6500). Сам проект здания напоминает лодку, бегущую по морским волнам. Внутри проводятся различные мероприятия: концерты, выставки, спектакли, проводятся хоккейные матчи и боксёрские поединки. 11 декабря 2007 года ледовая арена была закрыта в связи с угрозой обрушения крыши. В 2010 году ремонт крыши был завершён. В конце 2014 года начался капитальный ремонт всего стадиона.